# Sillgrynnan
Sillgrynnan är en ö i Finland. Den ligger i Norra kvarken och i kommunen Malax i landskapet Österbotten, i den västra delen av landet. Ön ligger omkring 27 kilometer väster om Vasa och omkring 380 kilometer nordväst om Helsingfors.
Öns area är 1,3 hektar och dess största längd är 260 meter i nord-sydlig riktning.